# برالین (استان لهستان بزرگ‌تر)
برالین (به لهستانی:  Bralin) یک روستا در لهستان است که در گمینا برالین واقع شده‌است. برالین ۲٬۵۰۰ نفر جمعیت دارد.